# Vitoria (localidad)
Vitoria (oficialmente Vitoria-Gasteiz) es una localidad del municipio de Vitoria, en la provincia de Álava, País Vasco (España).

## Historia
La localidad engloba casi en su totalidad al Casco Viejo del municipio.

## Demografía
| Gráfica de evolución demográfica de Vitoria entre 2000 y 2017 |
|                                                               |
| Población de derecho según los censos de población del INE.   |